# توماس دانفورث
توماس دانفورث هو سياسي أمريكي، ولد في 20 نوفمبر 1623 في فراملينغهام ‏ في المملكة المتحدة، وتوفي في 5 نوفمبر 1699 في خليج ماساشوستس في مملكة بريطانيا العظمى.